# Don’t Lie to Me – Paranormal Consultant
Don’t Lie to Me – Paranormal Consultant (japanisch 嘘解きレトリック Usotoki Rhetoric) ist eine Manga-Serie von Ritsu Miyako, die in Japan von 2012 bis 2018 erschien. Die Mystery-Serie im historischen Setting über ein Mädchen mit der Fähigkeit, Lügen zu erkennen, erreichte einen Umfang von zehn Bänden und erschien auch auf Deutsch und Englisch.

## Inhalt
Das Mädchen Urabe Kanoko (浦部 鹿乃子) musste ihr Heimatdorf verlassen, da herauskam, dass sie Lügen am Klang der Stimme erkennen kann. So zieht sie im Jahr 1926 in die Stadt Tsukumoya. Dort findet sie jedoch auch kein Auskommen und ihr Talent will sie lieber verbergen, da sie damit so schlechte Erfahrungen gemacht hat. Dann wird sie vom Detektiv Iwai Soma (祝 左右馬) aufgelesen, der selbst von mangelnden Aufträgen und Armut geplagt ist. Als Urabe ihr Talent einsetzt, um einen Jungen zu retten, erkennt Soma es. Mit ihr hat er endlich die Chance, an lukrative Aufträge zu kommen, und will sie daher einstellen. Der sie in ihm endlich einen Menschen gefunden hat, der trotz ihrer Gabe aufrichtig und in ihrer Nähe bleiben will, willigt sie ein. Mit ihrer Hilfe und seiner Schläue kann Soma nun an ihn herangetragene Aufträge lösen und Geheimnisse der Menschen um ihn herum aufdecken. In der Gaststätte Kurata haut er regelmäßig das eingenommene Geld jedoch oft wieder auf den Kopf und seine Schulden verzehren den Rest, sodass sich seine Situation kaum verändert.

## Veröffentlichung
Die Serie erschien zunächst in einzelnen Kapiteln in Hakusenshas Magazin Bessatsu Hana to Yume. Das erste Kapitel kam im Juni 2012 heraus, im März 2018 wurde die Geschichte abgeschlossen. Später veröffentlichte der Verlag den Manga gesammelt in zehn Bänden. Der neunte Band gelangte mit über 14.000 Verkäufen innerhalb einer Woche in die japanischen Manga-Verkaufscharts.
Eine deutsche Übersetzung von Antje Bockel wurde von Carlsen Manga veröffentlicht. Der erste Band erschien im Juni 2022 und der zehnte und letzte im Juli 2024. Auf Englisch erschien die Serie bei One Peace Books.